# Monica Ivancan

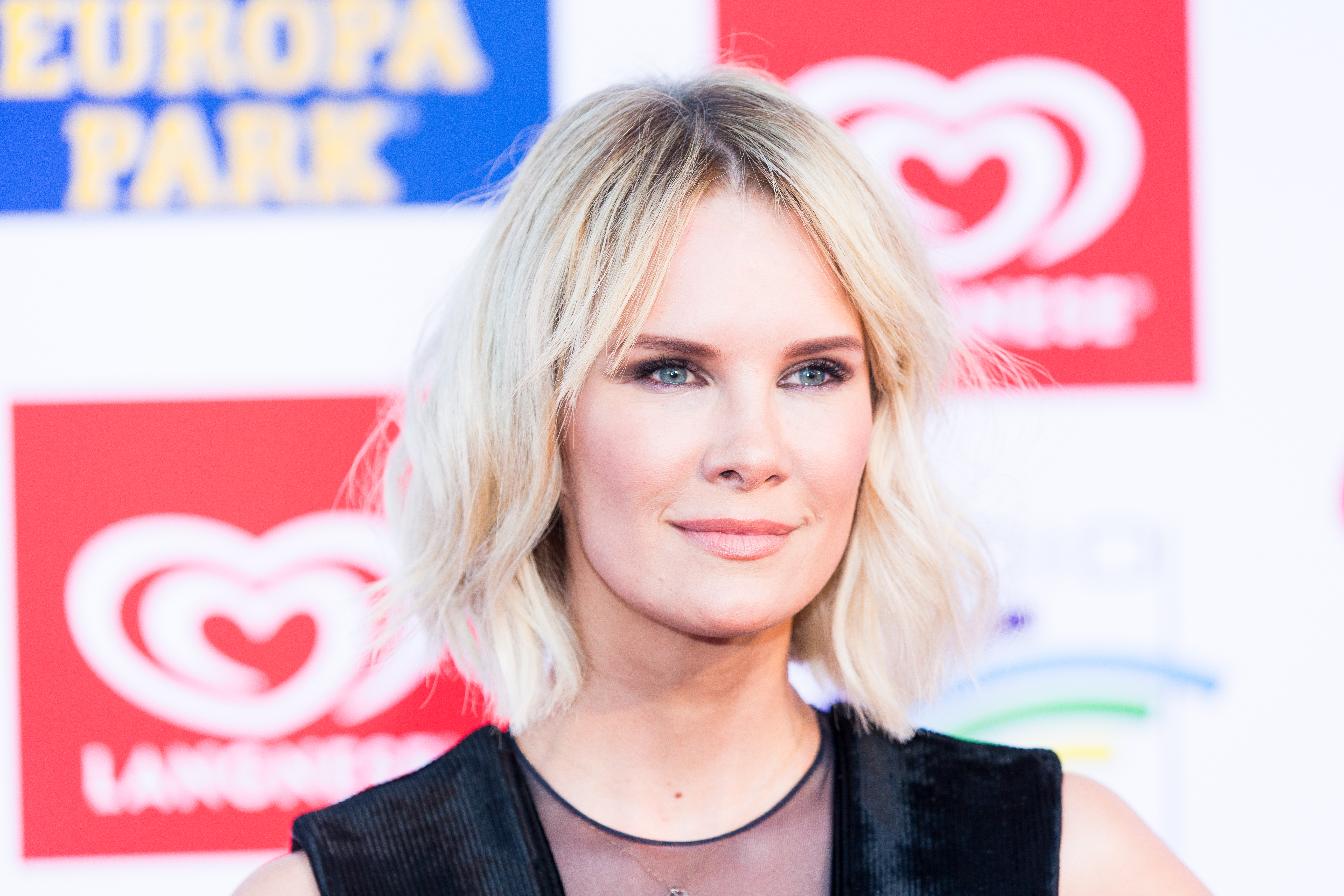
Monica Ivancan, 2017

Monica Jasminka Meier-Ivancan  (geborene kroatisch Monica Jasminka Ivančan; * 2. Juli 1977 in Stuttgart) ist ein deutsches Model.

## Leben
Ivancan wuchs im Stuttgarter Stadtteil Zazenhausen auf und absolvierte nach der Realschule eine Ausbildung zur Groß- und Außenhandelskauffrau. Seit 1997 ist sie als Model tätig, unter anderem war sie ab 2001 in den Männermagazinen FHM, GQ, Maxim, Playboy und der italienischen Fox uomo zu sehen. Außerdem war sie Teil verschiedener Werbekampagnen, unter anderem von Barilla, Swisscom, Triumph, New Yorker, Nivea und Volkswagen.
Einem größeren Publikum wurde Ivancan durch die RTL-Sendung Bachelorette – Die Traumfrau bekannt, in der sie ab November 2004 als „Bachelorette“ auftrat. Im Kinderfilm Blöde Mütze! spielte sie eine Nebenrolle. Von 2006 bis 2009 war sie in einer Nebenrolle als „Kitty Kübler“ in der ARD-Seifenoper Verbotene Liebe zu sehen. An der teilweise massiv kritisierten ProSieben-Dokusoap Das Model und der Freak war Ivancan bis Mitte 2008 als Moderatorin und Lebens-„Coach“ beteiligt und in den Reality-Dokus Jana Ina & Giovanni – Wir sind schwanger und Jana Ina & Giovanni – Pizza, Pasta & Amore zu sehen. Im 2009 erschien ihre Fitness-DVD Back to Basic, in der sie ein Fitness-Programm vorstellt.
2010 zog sie sich für die Märzausgabe des Männermagazins Playboy aus. Außerdem spielte Ivancan die Vampirbraut in Eko Freshs Musikvideo Königin der Nacht. Aufsehen erregte sie, als sie anlässlich des 50-jährigen Blechtrommel-Jubiläums mit Harald Schmidt in der gleichnamigen Sendung eine Szene aus dem Roman nachstellte und sich von ihm Brausepulver aus dem Bauchnabel lecken ließ. Die Aktion wurde auch als Seitenhieb auf Schmidts ehemaligen Co-Moderator Oliver Pocher interpretiert, mit dem Ivancan von 2005 bis 2009 liiert war. Nach ihrer Hochzeit mit Christian Meier im Juni 2013 änderte sie ihren Nachnamen in Meier-Ivancan. Die beiden haben zwei gemeinsame Kinder, geboren 2013 und 2016.

## DVDs
- 2009: Back to Basic

## Werke
- Monica Ivancan: What a Mommy!: So bleiben (werdende) Mütter fit und sexy Südwest Verlag, 2015, ISBN 978-3517093727.